# Barnim VII de Poméranie
Pour les articles homonymes, voir Barnim.
Barnim VII de Poméranie (né en 1403 – †  le 21 juillet ou le 20 décembre 1451 à Gützkow) fut un duc corégent de Poméranie de 1405 à 1451

## Biographie

### Origine  et régence
Barnim VII est le fils cadet du duc Barnim VI de Poméranie et de son épouse Véronique de Nuremberg. Après la mort de son père de la peste noire en 1405, le frère de ce dernier Warcisław VIII duc de Poméranie à Rügen depuis 1394 assure la tutelle de ses fils Warcisław IX et  Barnim VII. À la mort de Warcisław VIII en 1415 le gouvernement et la tutelle de ses propres enfants dont Barnim VIII et Świętobor/Swantibor II ou IV de Poméranie reviennent à sa veuve Agnès de Saxe-Lauenbourg, qui reçoit l'appui d'un conseil de régence dirigé par Cord Bonow et gouverne également pour les compte des deux neveux de son défunt époux.
Quand  Warcisław IX de Poméranie, frère aîné de Barnim VII devient adulte, il reçoit à Constance le 31 mai 1417 du roi Sigismond de Luxembourg l'investiture du duché de Poméranie-Wolgast pour lui-même son frère et ses cousins Barnim VIII et Swantibor IV. À son retour Warcisław IX assume le gouvernement et la tutelle de ses cousins mineurs, Barnim VII reste également sous la tutelle de son frère et ne prend pas part au gouvernement.
Le 11 avril 1423 les ducs de Poméranie-Wolgast, y compris Barnim VII, leur parent roi Éric de Poméranie, et le duc de Poméranie-Stettin concluent à Copenhague un « pacte de famille » par lequel ils s'engagent à s'aider les uns les autres contre leurs ennemis. Roi Éric et les ducs de Poméranie étendent le 15 septembre 1423 cette alliance défensive en Poméranie à l'Ordre Teutonique représenté par le Grand-Maître Paul de Rusdorf. Après que Swantibor IV le plus jeunes des  quatre ducs de Poméranie-Wolgast ait atteint l'âge adulte, une division du duché est décidée au monastère d'Eldena le 6 décembre 1425. Warcislaw IX et Barnim VII reçoivent en commun Wolgast, Greifswald, Demmin, Gützkow, Anklam, Pasewalk, Torgelow et Usedom, ainsi que Stevns Herred sur l'île danoise de Seeland.

### Souverain à Gützkow
Warcislaw IX. et Barnim VII exercent conjointement le pouvoir et confirment ensemble les privilèges de la cité de Greifswald en 1427, c'est encore comme corégents qu'ils fond une donation en 1428 à l'abbaye de Stolpe, et interviennent en 1433 et 1434 de leur château de Wolgast dans les querelles relatives au monastère de Pudagla. Toutefois Barnim VII intervient seul notamment en 1438 lors d'affaires concernant la région de 
Gützkow. Il semble en effet que les deux ducs s'étaient en fait répartis de manière informelle la gestion de leur  part du duché de Poméranie. En 1425 Barnim VII reconstruit le château de l'ancien comté de Gützkow dont il fait sa résidence. Il dénomme son territoire d'après sa petite capitale de Gützkow. En comparaison Barnim ne prend qu'une part relativement modeste avec son frère dans le gouvernement de la Poméranie-Wolgast c'est pourquoi dans l'historiographie on le considère généralement comme duc de Poméranie à Gützkow.
Barnim VII désormais considéré comme souverain de Gützkow se débat dans de graves problèmes financiers, il est réputé être un amateur de fêtes somptueuses et de  grandes chasses et son frère le duc Warcislaw IX est contraint de lui  prêter de l'argent, et prend en gage des terres et des biens dans les domaines de Barnim VII, comme en témoigne l'acte passé 16 mai 1436 dans l'église de la Fraternité de Saint-Nicolas et Sainte-Marie à Greifswald. En 1445 Branim VII participe avec son cousin et homonyme Barnim VIII à la défense la cité de Pasewalk contre l'agression du Prince-électeur Frédéric II de Brandebourg.

### Décès
Le duc Barnim VII « prince de Gützkow » meurt célibataire en 1451 et il est inhumé dans l'église de  Gützkow. il est le seul duc de Poméranie à avoir sa sépulture dans l'église de Gützkow, mais sa plaque tombale a disparu. Après sa  mort, le comté Gützkow est incorporé dans le duché de Poméranie-Wolgast, il est géré par des gouverneurs et le château de Gützkow inhabité tombe en ruine.